# Исипин, Александр Иванович
Алекса́ндр Ива́нович Исипин (1911—1975) — младший лейтенант Рабоче-крестьянской Красной Армии, участник Великой Отечественной войны, Герой Советского Союза (1944).

## Биография
Александр Исипин родился 24 октября 1911 года в Баку. Проживал в городе Балашове Саратовской области, окончил там школу-семилетку, работал на маслозаводе № 9. В 1931—1933 годах проходил службу в Рабоче-крестьянской Красной Армии. В 1941 году Исипин повторно был призван в армию. С августа 1942 года — на фронтах Великой Отечественной войны. Принимал участие в боях на Западном, Калининском, 1-м Прибалтийском и 3-м Белорусском фронтах. Участвовал в освобождении Смоленской области, Белорусской, Латвийской и Литовской ССР, боях в Восточной Пруссии, три раза был ранен. К июню 1944 года старшина Александр Исипин был помощником командира взвода 1124-го стрелкового полка 334-й стрелковой дивизии 43-й армии. Отличился во время освобождения Белорусской ССР.
23 июня 1944 года в ходе советского наступления Исипин во главе группы бойцов выбил противника из двух линий траншей, а затем принял участие в отражении немецких контратак, оттянув на себя большие силы. Во время форсирования Западной Двины Исипин одним из первых переправился на её западный берег в районе села Гнездиловичи и пулемётным огнём прикрыл переправу своей роты. 6 июля у села Видзы Молодечненской области Исипин во главе группы бойцов скрытно пробрался в тыл к опорному пункту противника на господствующей высоте, уничтожив пулемётный расчёт и около 10 автоматчиков. Благодаря его действиям батальон успешно захватил высоту.
Указом Президиума Верховного Совета СССР от 22 июля 1944 года старшина Александр Исипин был удостоен высокого звания Героя Советского Союза с вручением ордена Ленина и медали «Золотая Звезда» за номером 4149.
После окончания войны Исипин в звании младшего лейтенанта был уволен в запас. Проживал сначала в Даугавпилсе, где работал директором плавательного бассейна, позднее вернулся в Балашов. Скончался 23 февраля 1975 года.
Был также награждён орденом Славы 3-й степени, рядом медалей.